# Новоалександровский (Волгоградская область)
Новоалександровский — хутор в Серафимовичском районе Волгоградской области, в составе Зимняцкого сельского поселения
Население — 137 (2010)

## История
Основан как казачий городок Островский (с 1686 года — станица Островская). Станица первоначально располагалась на островке, по правой стороне Медведицы между рекой Старое Глинище (ныне пересохла) и основным руслом Медведицы, отчего получила название Островская. В 1788 году из-за наводнения станица Островская была перенесена на новое место. По положению о войске Донском 1835 года станица подлежала расформированию, однако это произошло только в 1851 году. В 1853 году часть жителей переселилась вверх по Медведице, образовав новую станицу Островскую. Из бывшей станицы Старо-Островской образовался хутор Островский, отнесённый к юрту станицы Глазуновской. В 1859 году в хуторе Островском имелось 96 двора, православная церковь, проживало 170 душ мужского и 195 женского пола.
В 1868 году по просьбе жителей из хутора Островского была образована станица Ново-Александровская. По состоянию на 1897 год в станичному юрту относилось 10 хуторов с общей численностью населения свыше 5 тысяч человек. Согласно алфавитному списку населённых мест Области Войска Донского 1915 года в станице имелось станичное и хуторское правления, церковь, приходское училище, земельный надел станицы составлял 1029 десятин, всего в станице проживало 275 мужчин и 292 женщины.
В 1921 году бывшая станица Ново-Александровская передана в состав Царицынской губернии. С 1928 года хутор Новоалександровский в составе Усть-Медведицкого района (с 1934 года — Серафимовичский) Хопёрского округа (упразднён в 1930 году) Нижне-Волжского края (с 1934 года — Сталинградского края). В 1935 году включён в состав Сулимовского района (в июле 1937 года переименован в Зимняцкий, в октябре того же года — во Фрунзенский) Сталинградского края (с 1936 года — Сталинградской области, с 1961 года — Волгоградской области). В 1963 году в связи с упразднением Фрунзенского района хутор Новоалександровский передан в состав Серафимовичского района.

## География
Хутор находится в степной местности, на левом берегу реки Протока (проток реки Медведицы), также известна как Старая Медведица. Высота центра населённого пункта около 55 метров над уровнем моря. К востоку от хутора — Арчединско-Донские пески. Пески частично закреплены искусственными лесонасаждениями. В пойме Медведицы сохранились островки пойменного леса. Почвы — пойменные слабокислые и нейтральные, также пески.
Близ хутора проходит автодорога, связывающая город Серафимович и станицу Арчединскую. По автомобильным дорогам расстояние до районного центра города Серафимович — 10 км, до областного центра города Волгоград — 250 км.
Часовой пояс
Новоалександровский, как и вся Волгоградская область, находится в часовой зоне МСК (московское время). Смещение применяемого времени относительно UTC составляет +3:00.

## Население
Динамика численности населения по годам:
| 1859 | 1873 | 1897 | 1915 | 1987 |
| ---- | ---- | ---- | ---- | ---- |
| 365  | 476  | 618  | 567  | ≈160 |

| 2010 |
| ---- |
| 137  |